# يانغ زياوبو
يانغ زياوبو (بالصينية: 杨晓波) (و. 1963 – 2020 م) هو سياسي صيني، كان عضوًا في الحزب الشيوعي الصيني (مايو 1988–يناير 2020)، توفي عن عمر يناهز 57 عاماً، بسبب ذات الرئة، والمرض التنفسي الحاد المرتبط بفيروس كورونا المستجد 2019.

## مناصب
تولى منصب عضو مجلس الشعب الصيني ‏
.

## التعليم
تعلم في جامعة بكين جياوتونغ، وتعلم في جامعة تيانجين
.